# 博普耶
博普耶（法語：Beaupouyet，法語發音：[bopuje]）是法国多尔多涅省的一个市镇，属于佩里格区。

## 地理
博普耶（44°59'48"N, 0°16'22"E）面积22.63 平方千米，位于法国新阿基坦大区多爾多涅省，该省份为法国西南部内陆省份，是法國本土面积第三大的省，大致对应佩里戈尔地区，北起顺时针与夏朗德省、上维埃纳省、科雷兹省、洛特省、洛特-加龙省、吉倫特省和滨海夏朗德省接壤。
与博普耶接壤的市镇（或旧市镇、城区）包括：圣洛朗德索姆、弗赖斯、圣索沃尔拉朗德、圣马夏尔达尔唐塞、圣梅达尔德米西当、圣热罗德科尔、圣热里。

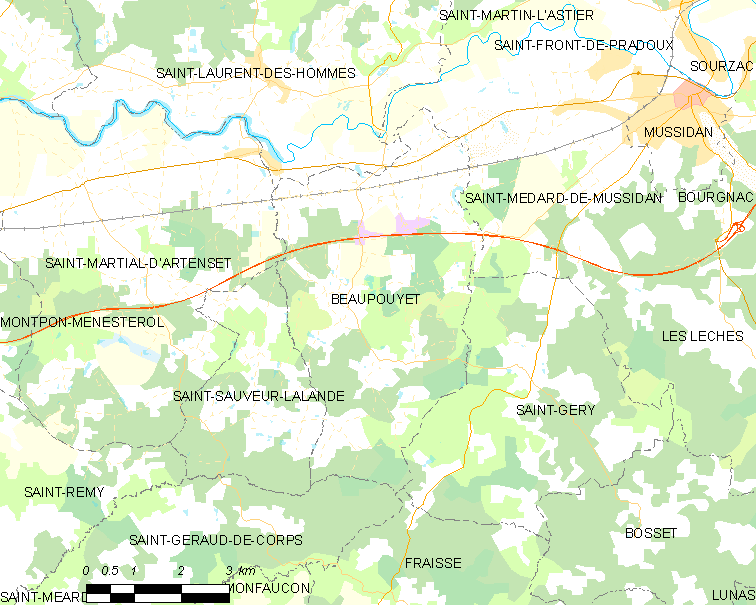
博普耶的OSM定位图

博普耶的时区为UTC+01:00、UTC+02:00（夏令时）。

## 行政
博普耶的邮政编码为24400，INSEE市镇编码为24029。

## 政治
博普耶所属的省级选区为伊勒河谷县。

## 人口

1962-2008年间博普耶人口变化图示

博普耶于2022年1月1日时的人口数量为558人。